# Heinrich Otto (Maler, 1858)

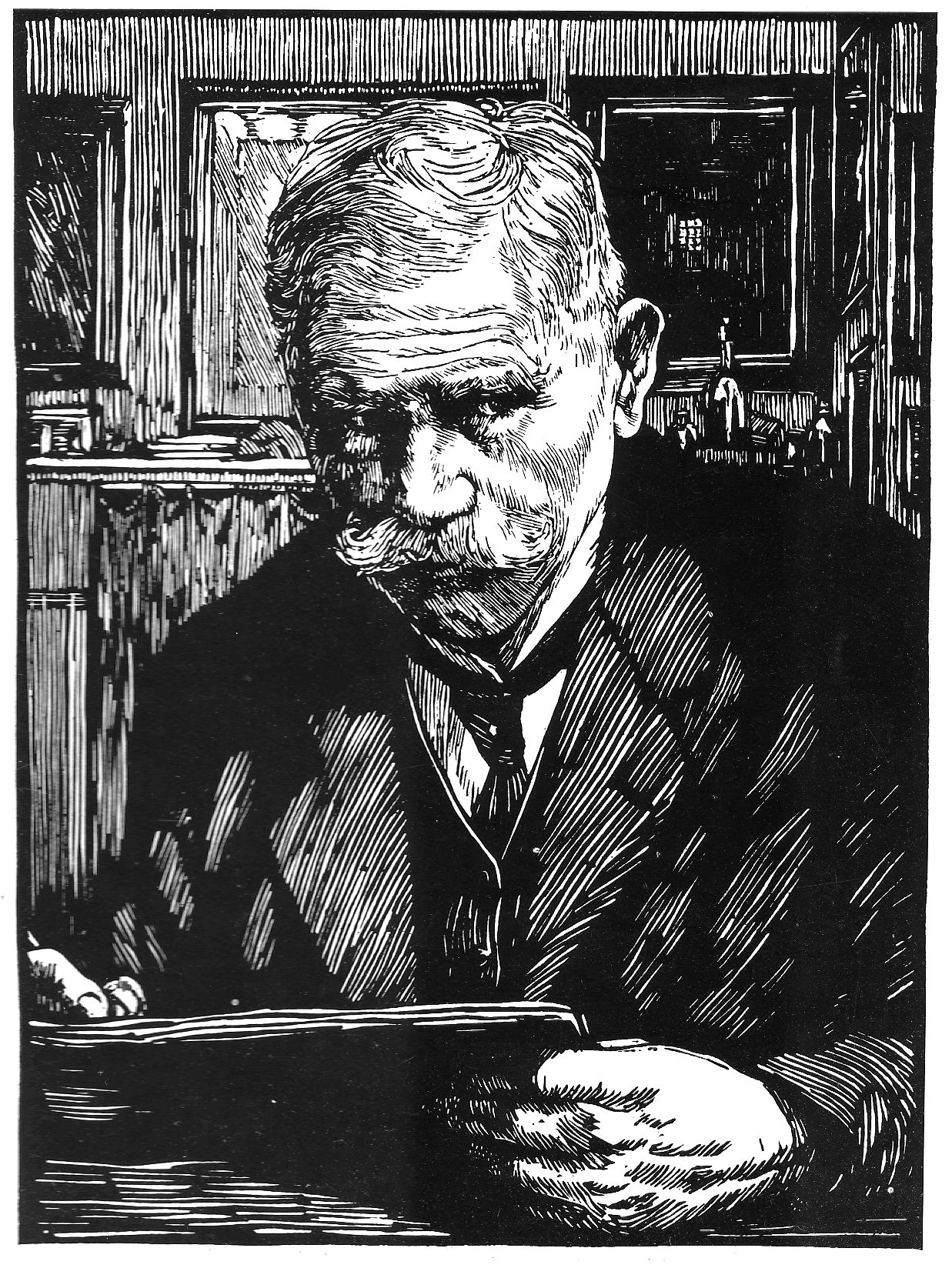
Selbstbildnis des Künstlers nach Original-Holzschnitt

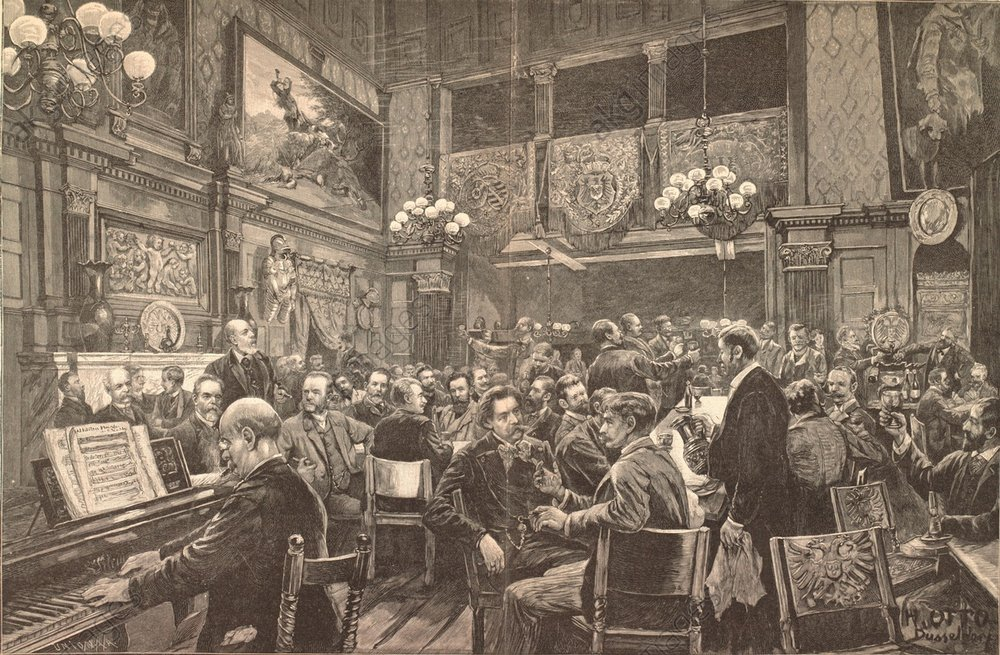
Fest im Malkasten, Holzstich um 1890

Willingshausen Malerkolonie, Foto von 1913; v.l.n.r.: Heinrich Giebel, Marlies Dörr, Hermann Kätelhön, Hermann Metz, Wilhelm Thielmann, Adolf Lins, Heinrich Otto, Carl Bantzer

Heinrich Otto (* 6. Juli 1858 in Wernswig bei Homberg an der Efze; † 13. Mai 1923 in Düsseldorf) war ein deutscher Maler, Zeichner, Lithograf, Holzschneider und Radierer.

## Leben
Seit Jahrhunderten bestimmte das ländliche Leben Nordhessens den Alltag der Familie Otto. In der ersten Hälfte des 17. Jahrhunderts zog ein Teil der Familie von Rockshausen nach Wernswig, wo sie vor allem als Tagelöhner und Landwirte ihren Lebensunterhalt verdienten. So war auch Heinrichs Vater Johannes (1828–1889) als Landwirt und Fruchthändler tätig. In diese Rahmenbedingungen wurde am 6. Juli 1858 Heinrich als zweites Kind, nach seinem Bruder Konrad (1857–1911) und vor seiner Schwester Katharina, von Anna Gertrude (geb. Scheibeler) und Johannes Otto geboren.
Mit 14 Jahren begann Heinrich Otto eine Bildhauerlehre bei Joseph Grassegger und anschließend bei Heinrich Echtermeyer (1802–1876) in Kassel. 1878 wurde er in die Bildhauerklasse von Karl Hassenpflug (1824–1890) aufgenommen. Anschließend war der junge Künstler zwei Jahre Schüler an der Kasseler Akademie (heute Kunsthochschule Kassel) bei Louis Kolitz und Carl Wünnenberg. Bereits zu dieser Zeit, im Jahr 1881, besuchte er die Schwälmer Willingshäuser Malerkolonie, deren Mitglied er später wurde.  
Er zog 1889 nach Düsseldorf und lebte gegenüber der Kunstakademie im Eiskellerberg. Für ihn entwickelte sich in Düsseldorf ein enger Kontakt zum Künstlerverein „Malkasten“ und zu den schon ihm bekannten Willingshäuser Malern. Von 1898 bis 1902 war er Vorstandsmitglied des Malkastens. Es folgten Aufenthalte und Studienreisen nach Willingshausen, zum Niederrhein und in die Eifel. Während dieser Zeit entstanden zahlreiche Landschafts- und Genredarstellungen in Öl. 1901 erhielt Heinrich Otto in Dresden die Goldene Staatsmedaille für seine Lithografie Mondnacht. Seither gilt er als einer der bedeutendsten deutschen Zeichner und Radierer. Seine Grafik fand daraufhin vermehrt Aufnahme in Privatsammlungen und in vielen deutschen staatlichen Kupferstichsammlungen. 1903 war er in Düsseldorf als Mal- und Zeichenlehrer für junge Damen tätig, wo er auch Henriette Schmidt-Bonn und Lili von Asten unterrichtete. Zwischenzeitlich lebte er auch immer wieder in Wernswig und Willingshausen. Die von Wilhelm Schäfer herausgegebene Zeitschrift Die Rheinlande veröffentlichte schon in den ersten Jahrgängen Abbildungen seiner Arbeiten. 1904 brachte Wilhelm Schäfer die Mappen Steinzeichnungen deutscher Maler heraus, von denen jede vier Lithografien Ottos enthielten.
Otto übernahm während des Ersten Weltkriegs den landwirtschaftlichen Betrieb für seinen in den Krieg eingezogenen Neffen in Wernswig, da sein Bruder bereits 1911 bei einem Unfall tödlich verunglückt war. An diesem Ort hatte er wiederholt seinen festen Wohnsitz und nahm regelmäßig an den Treffen mit künstlerischem Austausch der Willingshäuser Maler in der Willingshäuser Malerstube teil. In Hessen selbst wurde er überregional bekannt, nachdem er den Hessenkunst-Kalender von 1920 mit einer größeren Anzahl von Zeichnungen und Radierungen mitgestaltet hatte.
In Willingshausen und bevorzugt in Wernswig malte, zeichnete und radierte er unermüdlich Landschaften und Erntedarstellungen.

Heinrich Otto Ernteszene in Wernswig

Hervorzuheben sind insbesondere seine überragenden Arbeiten als Zeichner und Radierer aus dieser Zeit. Seine letzte Reise führte ihn nach Düsseldorf, wo er mittlerweile zum Kunstprofessor an der Kunstakademie Düsseldorf berufen worden war. Dort verstarb Heinrich Otto im Alter von nahezu 65 Jahren am 13. Mai 1923 an den Folgen einer Lungenentzündung.
Heinrich Otto war Mitglied im Deutschen Künstlerbund.

## Schüler
- Henriette Schmidt-Bonn
- Lili von Asten

## Ausstellungen
- Sonderausstellung Maler Heinrich Otto. Grafik, Radierung, Ölbild. 30. April – 31. Mai 1978, Heimatmuseum Homberg (Efze).
- Verkaufsausstellung vom 29. April – 20. Mai 1983 in der Schalterhalle der Stadtsparkasse Homberg in Verbund mit dem Kunstkabinett Kassel
- Sonderausstellung Maler Heinrich Otto, 30. April – 31. Mai 1978, Heimatmuseum Homberg (Efze)
- Maler und Radierer Heinrich Otto, 30. April – 22. Mai 1983, Heimatmuseum Homberg (Efze)
- Heinrich Otto und die Willingshäuser Malerkolonie, 2005, Kunststation Kleinsassen

## Werke
- Neue Galerie,  Kassel
- Museum der Schwalm, Ziegenhain (Schwalmstadt)
- Museum für Kunst und Kulturgeschichte, Marburg (Lahn)
- Malerstübchen Gerhardt Wilhelm von Reutern Haus, Willingshausen
- Heimatmuseum Homberg (Efze), Homberg